# Bonifacio (Misamis Occidental)
Bonifacio ist eine philippinische Stadtgemeinde in der Provinz Misamis Occidental. Sie hat 32.345 Einwohner (Zensus 1. August 2015).
Die Stadtgemeinde Bonifacio wurde 1942 durch Don Demetrio P. Fernan gegründet. Er war auch erster Bürgermeister der Stadtgemeinde.

## Baranggays
Bonifacio ist politisch in 28 Baranggays unterteilt.
| - Bag-ong Anonang - Bagumbang - Baybay - Bolinsong - Buenavista - Buracan - Calolot - Dimalco - Dullan - Kanaokanao - Liloan - Linconan - Lodiong - Lower Usugan | - Mapurog (Migsale) - Migpange - Montol - Pisa-an - Poblacion (Centro) - Remedios - Rufino Lumapas - Sibuyon - Tangab - Tiaman - Tusik - Upper Usogan - Demetrio Fernan - Digson |